# Camurac
Camurac is een gemeente in het Franse departement Aude (regio Occitanie) en telt 120 inwoners (2009).
De plaats maakt deel uit van het arrondissement Limoux en ligt in de streek Pays de Sault.
Camurac herbergt een klein skigebied met vijf liften en veertien pistes (4 groen, 6 blauw, 2 rood, 2 zwart) op een hoogte van 1400 tot 1800 meter, deels kunnen die kunstmatig besneeuwd worden met sneeuwkanonnen. Het is het enige skigebied in het departement Aude.

## Geografie
De oppervlakte van Camurac bedraagt 11,5 km², de bevolkingsdichtheid is dus 10,4 inwoners per km².

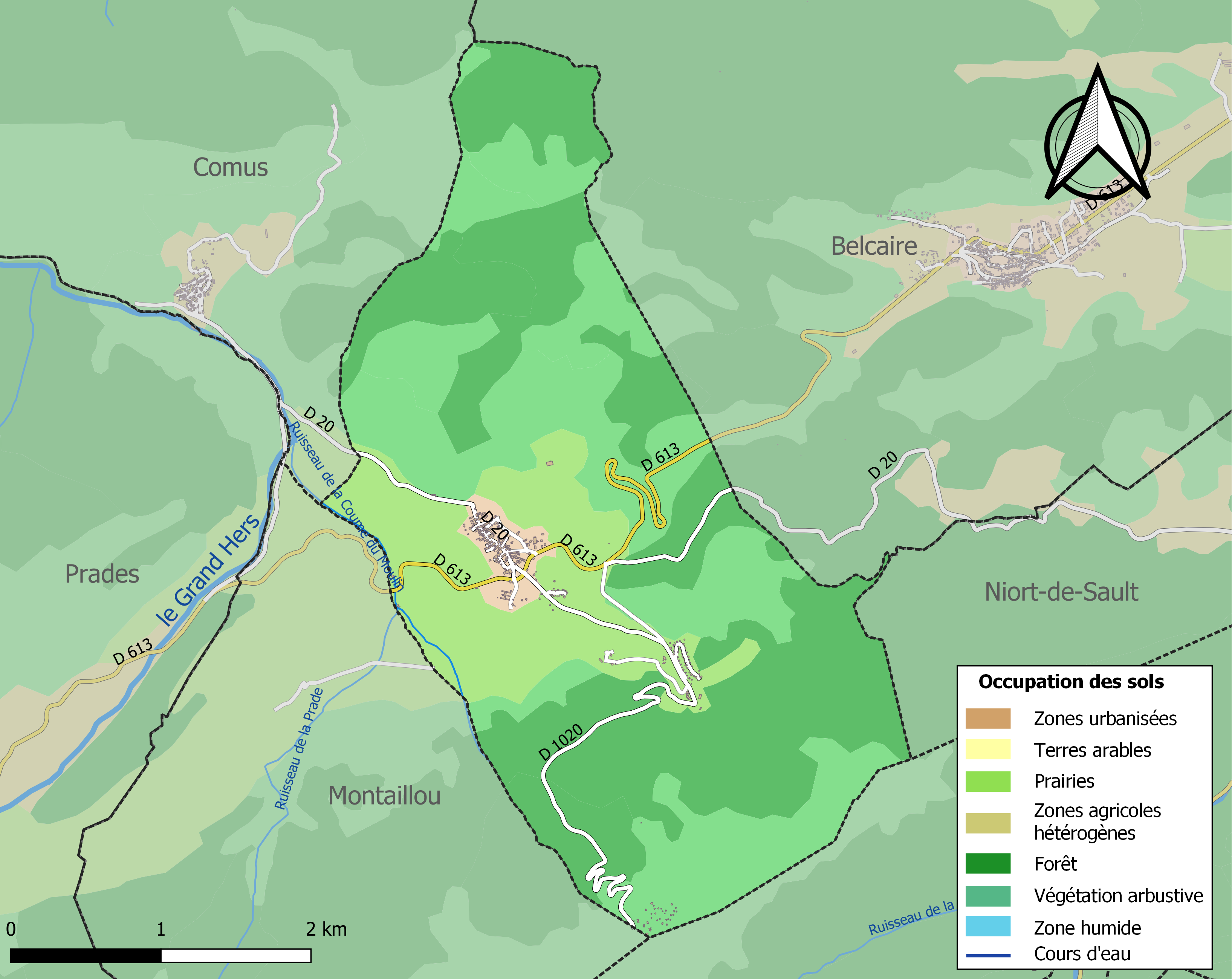
Kaart van de gemeente met de belangrijkste infrastructuur, bodemgebruik en omliggende gemeenten

## Demografie
Onderstaande figuur toont het verloop van het inwonertal (bron: INSEE-tellingen).

Vanwege een beveiligingsprobleem met de MediaWiki Graph-software is het momenteel niet mogelijk deze grafiek weer te geven. Zodra de software is bijgewerkt zal de grafiek vanzelf weer zichtbaar worden.